# Dorothy B. Porter
Dorothy Louise Porter Wesley (25 mai 1905 - 17 décembre 1995) était une bibliothécaire, bibliographe et conservatrice de musée afro-américaine, qui a fait du Moorland-Spingarn Research Center de l'Université Howard une collection de recherche de classe mondiale. Elle a publié de nombreuses bibliographies sur l'histoire afro-américaine.

## Biographie

### Enfance et éducation
Elle est née Dorothy Louise Burnett en 1905 à Warrenton en Virginie, la première de quatre enfants de Mr et Mrs Hayes J. Burnett. Ils ont encouragé leurs enfants à s'instruire et à servir à leur race.
Dorothy Porter reçoit un Bachelor of Arts (licence) en 1928 de l'Université Howard, une université historiquement noire. Elle se marie en 1929, tout en poursuivant des études supérieures. Elle obtient un Bachelor of Science de l'Université Columbia en 1931 et un Master of Science (master) en 1932 en bibliothéconomie. Elle est la première afro-américaine diplômée de l'école de bibliothécaire de Columbia.

### Carrière
Elle est nommée en 1930 comme bibliothécaire à l'Université Howard. Elle a joué un rôle clé dans la construction durant les 40 prochaines années du Moorland-Spingarn Research Center de l'université, l'une des meilleures collections de documents au monde sur l'histoire et la culture Noire/Africaine.
Elle a fait directement appel aux éditeurs et aux marchands de livres pour faire don de livres à la bibliothèque. En ce faisant, elle a développé un réseau mondial de contacts qui s'étend des États-Unis au Brésil, au Mexique et en Europe. Ses amis étaient notamment Alain Locke, Rayford Logan, Dorothy Peterson, Langston Hughes et Amy Spingarn.
La collection est internationale, avec des livres et des documents dans de nombreuses langues. Il comprend des études musicales et universitaires sur la linguistique, ainsi que la littérature et des études menées par et sur les Noirs aux États-Unis et ailleurs.
Dorothy Porter a joué un rôle déterminant pour s'assurer que des universitaires, tels que Edison Carneiro, et des hommes d'État, tels que Kwame Nkrumah et Eric Williams, visitent l'université afin d'accroître l'intérêt des étudiants envers leur héritage africain.

### Vie personnelle
En 1929, Burnett épousa James A. Porter, historien et artiste. Il était l'auteur de Modern Negro Art. Ils ont eu une fille ensemble, Constance. Elle a épousé Milan Uzelac après avoir d'abord travaillé avec sa mère. Elle a été directrice de la bibliothèque Dorothy Porter Wesley. Plus tard, elle a aidé à créer la Bibliothèque de Recherche Afro-Américaine et le Centre Culturel à Fort Lauderdale.
Son mari est décédé en 1970. En 1979, Porter épousa Charles Wesley, un historien et éducateur américain qui fut un pionnier d'études de l'histoire des Noirs. Il est décédé en 1987.
Porter est décédée en Floride.